# Jamie Foreman
Jamie Foreman, conosciuto anche come Jamie Forman (Londra, 25 maggio 1958), è un attore e cantante britannico.

## Biografia
Suo padre fu il gangster londinese Freddie Foreman. È stato sposato con l'attrice Carol Harrison, da cui ha avuto anche un figlio.

## Filmografia parziale

### Cinema
- Il mistero di Sleepy Hollow (Sleepy Hollow), regia di Tim Burton (1999)
- L'erba di Grace (Saving Grace), regia di Nigel Cole (2000)
- Gangster nº 1 (Gangster No. 1), regia di Paul McGuigan (2000)
- I'll Sleep When I'm Dead, regia di Mike Hodges (2003)
- The Pusher, regia di Matthew Vaughn (2004)
- The Football Factory, regia di Nick Love (2004)
- Oliver Twist, regia di Roman Polański (2005)
- Botched - Paura e delirio a Mosca (Botched), regia di Kit Ryan (2007)
- Inkheart - La leggenda di cuore d'inchiostro (Inkheart), regia di Iain Softley (2008)
- Ironclad, regia di Jonathan English (2011)

### Televisione
- Doctor Who – serie TV, un episodio (2005)

## Doppiatori italiani
Nelle versioni in italiano delle opere in cui ha recitato, Jamie Foreman è stato doppiato da:
- Enrico Di Troia in L'erba di Grace
- Luca Semeraro in I'll Sleep When I'm Dead
- Pasquale Anselmo in The Pusher
- Francesco Pannofino in Oliver Twist
- Bruno Alessandro in Doctor Who
- Ambrogio Colombo in Botched
- Paolo Marchese in Inkheart - La leggenda di cuore d'inchiostro
- Achille D'Aniello in Ironclad